# Pseudodebis zimri
Pseudodebis zimri är en fjärilsart som beskrevs av Butler 1870. Pseudodebis zimri ingår i släktet Pseudodebis och familjen praktfjärilar. Inga underarter finns listade i Catalogue of Life.